# Climacoceras
A Climacoceras az emlősök (Mammalia) osztályának párosujjú patások (Artiodactyla) rendjébe, ezen belül a fosszilis Climacoceratidae családjába tartozó nem.
Családjának a névadó típusneme.

## Tudnivalók
A Climacoceras (magyarul: „létraszarvú”), egy miocén kori párosujjú patás nem volt, amely Afrika és Európa területein élt. A Climacoceras-fajok rokonságban álltak a zsiráffélékkel, ezért régebben ide is sorolták őket. A két Climacoceras-faj legjobban megőrzött maradványait Kenyában találták meg. Az állatok marmagassága 1,5 méter volt, fejükön agancsszerű szarvat hordtak. A Climacoceras africanus-nak a szarvai, magas, tüskékkel borított fatörzsre hasonlítottak, míg a Climacoceras gentryi szarvai tüskés sarlóra.
A nemet először a Palaeomerycidae családba helyezték, aztán a zsiráffélékhez, de manapság saját, önálló családot kaptak, melynek névadói és lettek. Az új család nevét egy W. R. Hamilton nevű paleontológus adta.

## Rendszerezés
A nembe az alábbi 2 faj tartozik:
- Climacoceras africanus MacInnes, 1936 - típusfaj
- Climacoceras gentryi Hamilton, 1978

### Fordítás
- Ez a szócikk részben vagy egészben  a   Climacoceras című angol Wikipédia-szócikk ezen változatának fordításán alapul.  Az eredeti cikk szerkesztőit annak laptörténete sorolja fel. Ez a jelzés csupán a megfogalmazás eredetét és a szerzői jogokat jelzi, nem szolgál a cikkben szereplő információk forrásmegjelöléseként.